# ムスタキリク・マイドニ駅
ムスタキリク・マイドニ駅（ウズベク語: Mustaqillik maydoni bekati）はウズベキスタンのタシュケントユヌサバード地区にある、タシュケント地下鉄チランザール線の駅。

## 沿革
1960年代の終わりに、タシュケントで地下交通の建設に関するプロジェクト研究作業が始まり、1977年11月6日に開業。開業時の駅名は「レーニン・マイドニ」(ウズベク語: Lenin maydoni、意味：レーニン広場）であったが、ソ連が崩壊しウズベキスタン独立後の1991年11月1日に現在の「ムスタキリク・マイドニ」に改名。

## 駅構造
島式ホーム1面2線を有する地下駅。プラットホームはシャローコラム構造であり、柱はヌラタウ山産の白い大理石、壁はガズガン産の淡いピンク色の大理石で覆っている。照明器具としてシャンデリアが吊るされている。
ホームから出口への階段はホーム両端にあり、改札口も別個に設置されている。改札口は入口・出口で分けられており、入口側はセキュリティチェックがある。改札階や入り口の柱と壁はガズガン産大理石の板で覆っている。

## 駅周辺
- ウズベキスタン大統領官邸
- 独立広場

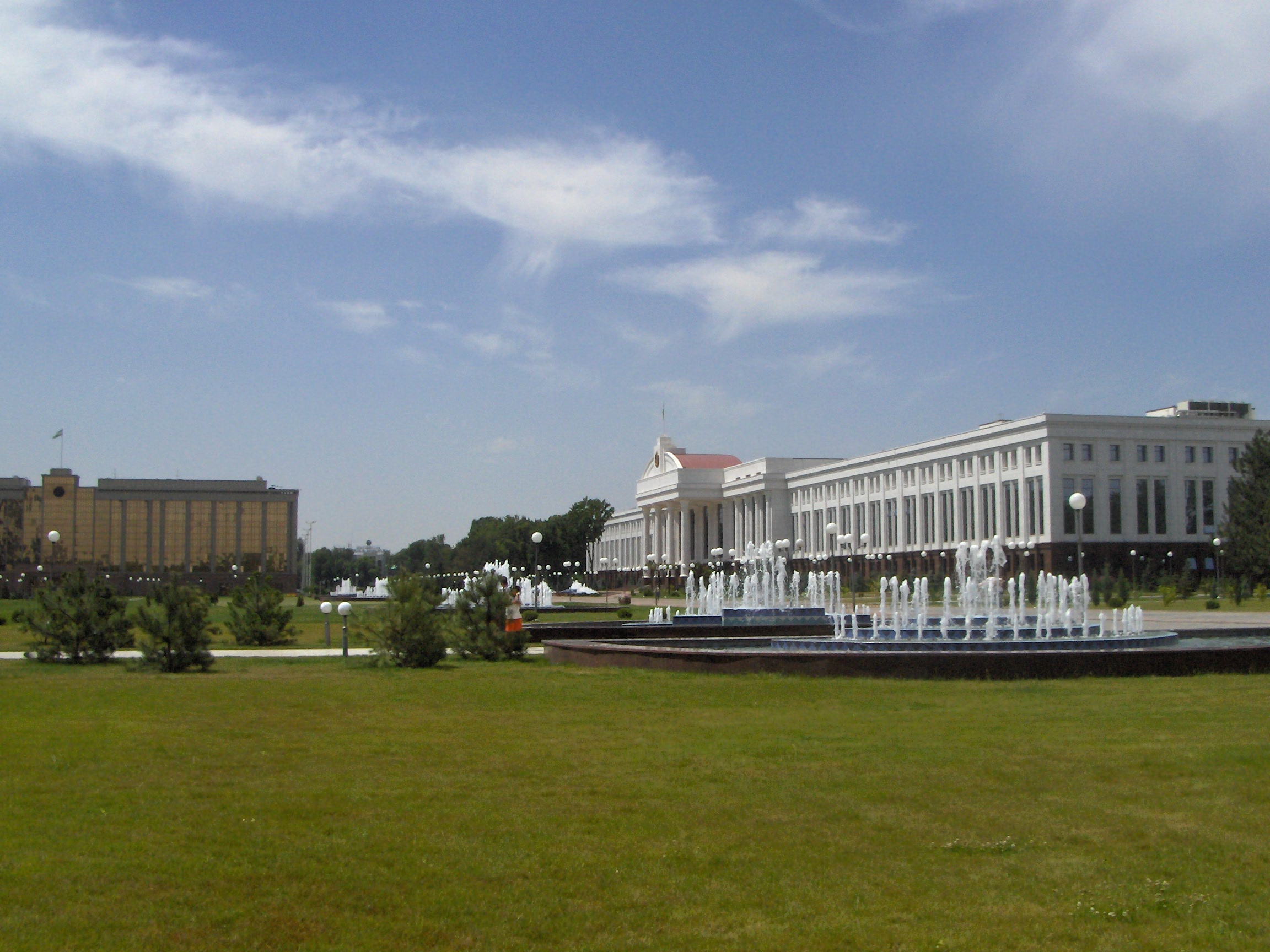
駅名の由来である独立広場

- ウズベキスタン国営通信社（英語版、ウズベク語版）
- ウズベキスタン共和国財務省（英語版、ウズベク語版）
- 青少年創造性の宮殿（ウズベク語版）
- アリシェル・ナヴァーイー名称ウズベキスタン国立図書館
- ハイアット・リージェンシー・タシケントホテル
- キャピタルビジネスセンター
- ウズベキスタン外務省迎賓館

## 隣の駅
タシュケント地下鉄
 チランザール線
アミール・ティムール・ヒヨボニ駅 - ムスタキリク・マイドニ駅 - パフタコール駅